# Swetlana Olegowna Winogradowa
Swetlana Olegowna Winogradowa (russisch Светлана Олеговна Виноградова, wiss. Transliteration Svetlana Olegovna Vinogradova; * 21. August 1987 in Nowosibirsk) ist eine ehemalige russische Snowboarderin. Sie startete in den Freestyledisziplinen.

## Werdegang
Winogradowa startete zu Beginn der Saison 2005/06 in Valle Nevado erstmals im Snowboard-Weltcup und errang dabei den 30. Platz in der Halfpipe. Im weiteren Saisonverlauf erreichte sie in Leysin mit Platz zehn in der Halfpipe ihre einigen Top-Zehn-Platzierung im Weltcup und belegte bei den Juniorenweltmeisterschaften 2006 im Vivaldi Park den 21. Platz im Snowboardcross sowie den siebten Rang in der Halfpipe. Bei ihrer einzigen Teilnahme an Olympischen Winterspielen im Februar 2006 in Turin errang sie den 29. Platz in der Halfpipe. In der Saison 2006/07 wurde sie russische Meisterin im Big Air und kam bei den Snowboard-Weltmeisterschaften 2007 in Arosa auf den 33. Platz im Snowboardcross sowie auf den 26. Rang in der Halfpipe. Zudem belegte sie bei der Winter-Universiade 2007 in Bardonecchia den 23. Platz im Snowboardcross und den achten Rang in der Halfpipe. In der Saison 2008/09 siegte sie in der Halfpipe beim Europacup in Moskau und errang bei den Snowboard-Weltmeisterschaften 2009 in Gangwon den 35. Platz in der Halfpipe. Ihren 12. und damit letzten Weltcup absolvierte sie im Januar 2010 am Kreischberg, welchen sie auf dem 24. Platz in der Halfpipe beendete.

## Teilnahmen an Weltmeisterschaften und Olympischen Winterspielen

### Olympische Winterspiele
- 2006 Turin: 29. Platz Halfpipe

### Snowboard-Weltmeisterschaften
- 2007 Arosa: 26. Platz Halfpipe, 33. Platz Snowboardcross
- 2009 Gangwon: 35. Platz Snowboardcross

## Weltcup-Gesamtplatzierungen
| Saison  | Gesamt | Gesamt | Halfpipe | Halfpipe |
| Saison  | Punkte | Platz  | Punkte   | Platz    |
| ------- | ------ | ------ | -------- | -------- |
| 2005/06 | 470    | 100.   | 470      | 38.      |
| 2006/07 | 32     | 133.   | 32       | 54.      |
| 2007/08 | 230    | 117.   | 230      | 42.      |
| 2008/09 | 152    | 130.   | 152      | 51.      |
| 2009/10 | 70     | 149.   | 70       | 60.      |